# Thomas Müller-Gronbach
Thomas Müller-Gronbach (* 1960 in München) ist ein deutscher Mathematiker und Hochschullehrer.

## Ausbildung und Beruf
Nach seinem Abitur arbeitete Müller-Gronbach in verschiedenen Jobs im In- und Ausland. 1984 begann er ein Mathematikstudium an der Freien Universität Berlin, welches er 1990 mit dem Diplom abschloss. Seine Diplomarbeit hatte das Thema Repeated Measurement Designs. Nach seinem Studium arbeitete er dort als wissenschaftlicher Mitarbeiter. 1993 promovierte er ebenda bei Viktor Kurotschka mit einer Arbeit zum Thema Optimierung von Experimenten zur Schätzung von Pfaden stochastischer Prozesse. Müller-Gronbach wechselte an die Technische Universität Darmstadt, wo er sich 2002 mit einer Arbeit zum Thema Strong Approximation of Systems of Stochastic Differential Equations habilitierte. Ab 2002 lehrte und forschte er an der Otto-von-Guericke-Universität Magdeburg, wobei er zwischendurch Vertretungen von Professuren an den Universitäten Bayreuth, Hagen und Darmstadt wahrnahm. 2008 folgte er einem Ruf auf den Lehrstuhl für Mathematische Stochastik und ihre Anwendungen an die Universität Passau.

## Forschungsinteressen
Müller-Gronbach forscht auf den Gebieten der stochastischen Simulation und der Mathematischen Statistik. Er arbeitet an der Lösung statistischer Probleme aus der Industrie, so zum Beispiel an der Verwertung von Wetterdaten zur Verbesserung von Prognoseverfahren des Abverkaufs im Lebensmitteleinzelhandel.
Müller-Gronbach wirkte als Antragsteller und als beteiligter Wissenschaftler an mehreren von der Deutschen Forschungsgemeinschaft (DFG) geförderten Projekten mit, darunter
- 2004–2009: Optimale Approximation der Lösung von stochastischen Evolutionsgleichungen
- 2008–2014: Constructive Quantization and Multilevel Algorithms for Quadrature of SDEs[4]

Zusammen mit Erich Novak, Knut Petras und Joseph F. Traub organisierte Müller-Gronbach 2004 das Dagstuhl-Seminar Algorithms and Complexity for Continuous Problems.
Müller-Gronbach hat mehr als 50 Publikationen verfasst. Sein h-Index liegt bei 26.

## Preise, Auszeichnungen
Im Jahr 2009 erhielt Müller-Gronbach den internationalen Joseph-F.-Traub-Preis für erreichte Ergebnisse auf dem Gebiet der informationsbasierten Komplexität.
Müller-Gronbach gewann 2015 den Best Paper Award des Journals of Complexity für den Artikel On the complexity of computing quadrature formulas for marginal distributions of SDEs zusammen mit Klaus Ritter und Larisa Yaroslavtseva.

## Veröffentlichungen (Auswahl)
- Mit Larisa Yaroslavtseva: On the performance of the Euler–Maruyama scheme for SDEs with discontinuous drift coefficient, 2020 online
- Mit Klaus Ritter, Erich Novak: Monte-Carlo-Algorithmen, 2012, Springer, Berlin, ISBN 9783540891406
- Optimal pointwise approximation of SDEs based on Brownian motion at discrete points, 2004, The Annals of Applied Probability, Band 14 online
- The optimal uniform approximation of systems of stochastic differential equations, 2002, The Annals of Applied Probability, Band 12 online
- Mit Jürgen Lehn, Stefan Rettig: Einführung in die Deskriptive Statistik, 2000, Teubner, Leipzig, ISBN 978-3-519-02392-0
- Optimal designs for approximating the path of a stochastic process, 1996, Journal of statistical planning and inference, Band 49 online